# Комітет Верховної Ради України з питань зовнішньої політики та міжпарламентського співробітництва
Комітет Верховної Ради України з питань зовнішньої політики та міжпарламентського співробітництва — утворений 29 серпня 2019 у Верховній Раді України IX скликання. У складі комітету 13 депутатів. З 17 січня 2020 голова Комітету — Олександр Мережко, що замінив на цій посаді Богдана Яременка.

## Склад
1. Мережко Олександр Олександрович — голова Комітету
2. Немиря Григорій Михайлович — перший заступник голови Комітету, голова підкомітету з питань глобальних ризиків та викликів
3. Бардіна Марина Олегівна — заступник голови Комітету, голова підкомітету з питань дотримання Україною міжнародних зобов'язань у сфері захисту прав людини та гендерної політики
4. Льовочкіна Юлія Володимирівна — заступник голови Комітету
5. Бобровська Соломія Анатоліївна — секретар Комітету
6. Іонова Марія Миколаївна — голова підкомітету з питань законодавчого забезпечення реалізації закріпленого в Конституції України стратегічного курсу держави на набуття повноправного членства в ЄС та НАТО
7. Ясько Єлизавета Олексіївна — голова підкомітету з питань міжпарламентського співробітництва, двосторонніх та багатосторонніх відносин
8. Ананченко Михайло Олегович — голова підкомітету з питань законодавчого забезпечення і контролю за діяльністю дипломатичної служби
9. Хоменко Олена Вікторівна — голова підкомітету з питань зовнішньоекономічних зв'язків та ефективного використання міжнародної допомоги
10. Юраш Святослав Андрійович — голова підкомітету з питань зв'язків і захисту прав та інтересів українців за кордоном
11. Вакарчук Святослав Іванович — член Комітету
12. Геращенко Ірина Володимирівна — член Комітету
13. Руденко Ольга Сергіївна — член Комітету

## Предмет відання
Предметом відання Комітету є:
- законодавче забезпечення зовнішньополітичної діяльності України;
- зовнішні зносини, у тому числі щодо участі України в діяльності міжнародних організацій, таких як Організація Об'єднаних Націй (ООН), Організація з безпеки і співробітництва в Європі (ОБСЄ), Рада Європи (РЄ), Організація Чорноморського економічного співробітництва (ЧЕС), Організація за демократію та економічний розвиток — ГУАМ (ГУАМ), Центральноєвропейська ініціатива (ЦЄІ), Міжпарламентський Союз (МПС) та інших, а також Організації Північноатлантичного договору (НАТО) і Світової організації торгівлі (СОТ) у межах повноважень Комітету;
- транскордонне та міжрегіональне співробітництво (крім транскордонного та міжрегіонального співробітництва з країнами Європейського Союзу (ЄС));
- законодавче забезпечення реалізації зовнішньополітичного курсу держави на набуття членства в Організації Північноатлантичного договору (НАТО);
- законодавче забезпечення відсічі зовнішньої агресії проти України, невійськових міжнародних форм та методів стримування держави-агресора;
- надання згоди на обов'язковість міжнародних договорів України (ратифікація, приєднання до міжнародного договору, прийняття тексту міжнародного договору), денонсація міжнародних договорів України (крім міжнародних договорів України з Європейським Союзом (ЄС) та його державами-членами);
- співробітництво Верховної Ради України з парламентами зарубіжних держав;
- співробітництво Верховної Ради України з парламентськими органами міжнародних організацій;
- дипломатична служба;
- забезпечення зв'язків із закордонними українцями.